# Tomme de Montagne
La tomme de Montagne ou tomme d'Auvergne est un fromage au lait de vache français fabriqué en Auvergne, historiquement dans la Loire et le Puy-de-Dôme.
Il a une forme cylindrique de 4,5 cm de hauteur pour 17,5 à 20 cm de diamètre et un poids de 600 à 1,5 kg.